# CV-17
CV-17 (Acceso suroeste a Castellón, en valenciano y oficialmente Accés sud-oest a Castelló), es una carretera valenciana, principal enlace entre la Ronda de Circunvalación de Castellón y la CV-10 Autovía de la Plana.

## Nomenclatura
La carretera CV-17 pertenece a la red de carreteras de la Generalidad Valenciana. Su nombre está formado por las iniciales CV, que indica que es una carretera autonómica de la Comunidad Valenciana, y el 17 es el número que recibe según el orden de nomenclaturas de las carreteras de la CV.

## Historia

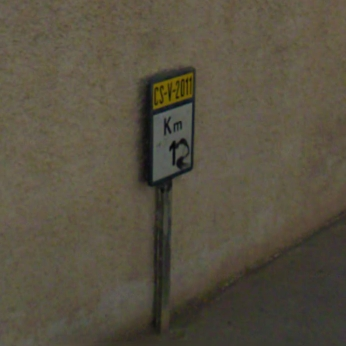
Antiguo hito kilométrico de la CS-V-2011

La actual CV-17 formaba parte de la antigua CS-V-2011, la conexión natural entre Castellón de La Plana y Ribesalbes que comenzaba en el centro de la capital, y se trazaba por varias vías (actualmente ya integradas en la trama urbana de la ciudad como calles o avenidas) que salían de la ciudad por el suroeste.
El antiguo trazado de la carretera aún existe, prácticamente paralelo al actual, que tuvo que ser desviada para permitir los enlaces con otras vías (N-340 o AP-7 entre otras), evitando también que atravesara los barrios de la periferia de Castellón (Grupos San Lorenzo o Benadresa).

## Trazado actual
La CV-17 comienza en una gran rotonda que da acceso a la Ronda Sur de Castellón, la N-340, tanto hacia Valencia como hacia Tarragona, la AP-7 y la misma CV-17, además de a varios caminos rurales. Antes del primer kilómetro, la CV-17 cruza mediante un puente a la AP-7 Autopista del Mediterráneo y llega al tramo de circunvalación del barrio de Benadresa, al cual se accede mediante el único desvío que existe en los 3 kilómetros de vía que tiene la CV-17. Una vez finaliza la circunvalación, la carretera se aproxima a la CV-10 Autovía de la Plana, y en pocos metros llega la salida de esta vía sentido Castellón norte y Puebla Tornesa. Tras pasar el pk. 3, la CV-17 llega a una glorieta, desde la cual se accede tanto a la CV-189 hacia Ribesalbes como a la CV-10 sentido Bechí, Villavieja y Valencia.

## Recorrido
| Velocidad | Esquema                                   | Esquema | Esquema                                                                                            | Notas |
| --------- | ----------------------------------------- | ------- | -------------------------------------------------------------------------------------------------- | ----- |
|           | rondas centro ciudad otras direcciones    |         | |       |
|           | CV-16 Alcora N-340 Benicasim - Tarragona  |         | N-340 Almazora - Villarreal - Valencia CS-22 Grao - puerto - playas E-15 AP-7 Valencia - Barcelona |       |
| Genérica  | Comienzo del acceso suroeste a Castellón  |         | Fin del acceso suroeste a Castellón                                                                |       |
|           |                                           |         | Grupo Benadresa                                                                                    |       |
|           | CV-10 Castellón norte Borriol - Barcelona |         | |       |
| Genérica  | Fin del acceso suroeste a Castellón       |         | Comienzo del acceso suroeste a Castellón                                                           |       |
|           | CV-189 Ribesalbes                         |         | CV-10 Almenara Valencia                                                                            |       |

## Actuaciones sobre la CV-17

### Futuras actuaciones
- Existe un proyecto de desdoblamiento completo de la vía, enlazando así a doble carril la Ronda de Circunvalación de Castellón y la CS-22 con la CV-10.